# زارلند ۶۰۹۹
سیارک ۶۰۹۹ (به انگلیسی: 6099 Saarland، نامگذاری:1991UH4) شش هزار و نود و نهمین سیارک کشف شده‌است که در ۳۰ اکتبر ۱۹۹۱ کشف شد.
قدر مطلق سیارک برابر ۱۴٫۳۰ است.